# Rowlandius terueli
Rowlandius terueli är en spindeldjursart som beskrevs av Armas 2002. Rowlandius terueli ingår i släktet Rowlandius och familjen Hubbardiidae. Inga underarter finns listade i Catalogue of Life.